# کشندی (آلبوم)
کشندی (به انگلیسی: Tidal) اولین آلبوم استودیویی فیونا اپل خواننده/ترانه‌سرای آمریکایی است که در ۲۳ ژوئیه ۱۹۹۶ با لیبل اپیک در آمریکا منتشر شد. کشندی در زمان انتشارش در ایالات متحده تا ردهٔ ۱۵اُم بیلبورد ۲۰۰ صعود کرد و طبق اطلاعات نیلسن ساونداسکن تا اکتبر ۲۰۰۵ فقط در آمریکا دو میلیون و هفتصدهزار نسخه فروش داشت. آلبوم در دسامبر ۱۹۹۶ از آرآی‌اِی‌اِی گواهی طلا دریافت کرد، در ژوئیهٔ ۱۹۹۷ گواهی پلاتین گرفت، در اکتبر همان‌سال گواهی ۲بار پلاتین و در آوریل ۱۹۹۹ سومین گواهی پلاتین را از آرآی‌اِی‌اِی دریافت کرد.
کشندی ۶ تک‌آهنگ داشت که ترانهٔ «مُجرم» محبوب‌ترین آن‌ها بود. این ترانه در زمان انتشارش در ایالات متحده تا رده‌ی ۲۱اُم بیلبورد ۱۰۰تای برتر صعود کرد. «مُجرم» در سال ۱۹۹۷ از سوی خوانندگان مجلهٔ رولینگ استون به‌عنوان بهترین تک‌آهنگ سال انتخاب شد و در سال ۱۹۹۸ جایزهٔ گرمی «بهترین اجرای آواز راک خوانندهٔ زن» را از آن خود کرد. «اولین مزمزه» دیگر تک‌آهنگ این آلبوم بود که ویدئوی آن هیچ‌گاه در آمریکا پخش نشد.
در سال ۲۰۰۸ هفته‌نامهٔ انترتینمنت ویکلی در گزینش برترین آلبوم‌های ۲۵ سال گذشته (۱۹۸۳-۲۰۰۸) کشندی را در ردهٔ ۲۰اُم قرار داد. مجلهٔ رولینگ استون نیز در سال ۲۰۱۰ و در فهرستی که تحت عنوان «بهترین آلبوم‌های دههٔ ۱۹۹۰ میلادی» منتشر کرد جایگاه هشتاد و سوم را به این آلبوم اختصاص داد.

## فهرست ترانه‌ها
همهٔ ترانه‌ها توسط فیونا اپل نوشته شده‌است.
| شماره      | نام                   | مدت   |
| ---------- | --------------------- | ----- |
| ۱.         | «بخواب تا رؤیا ببینی» | ۴:۰۸  |
| ۲.         | «دختر ترش‌رو»          | ۳:۵۴  |
| ۳.         | «طفره رو»             | ۵:۲۴  |
| ۴.         | «مجرم»                | ۵:۴۱  |
| ۵.         | «آهسته مثل عسل»       | ۵:۵۶  |
| ۶.         | «اولین مزمزه»         | ۴:۴۷  |
| ۷.         | «هرگز نوعی وعده‌است»   | ۵:۵۴  |
| ۸.         | «کودک رفته»           | ۴:۱۴  |
| ۹.         | «سپتامبر رنگ‌پریده»    | ۵:۵۰  |
| ۱۰.        | «مردار»               | ۵:۴۳  |
| مجموع مدت: | مجموع مدت:            | ۵۱:۳۱ |

## هنرمندان مشارکت‌کننده
- فیونا اپل: آواز، پیانو، آپتیگان
- جرج بلک: درامز
- جان بریون:گیتار، پیانو، چمبرلین، دالسیتن، چنگ، ماریمبا، ویبرافون، ترک پیانو
- مت چمبرلین: پرکاشنز، درامز
- لری کوربت: چلو
- دنی فرانکل: درامز
- راب لاوفر: گیتار
- سارا لی: گیتار باس
- امبر ماگارت: آواز، هارمونی‌خوانی
- رالف موریسون: ویلون
- دن راث‌چایلد: گیتار باس
- گرگ رایچلینگ: گیتار باس
- کلودیا پاردوچی: ویلون
- اندرو اسلیتر: آپتیگان
- اوَن ویلسون: ویولا[۴]